# Kent Bach
Kent Bach (1943) é um filósofo estadunidense, professor da Universidade Estadual de São Francisco. Suas pesquisas concentram-se principalmente nas áreas de filosofia da linguagem, linguística e epistemologia e procuram teorizar sobre atitude proposicional e avaliar o conceito de verdade.

## Obras
- Bach, Kent, Exit-existentialism;: A philosophy of self-awareness, Wadsworth Pub. Co, 1973. ISBN 0-534-00309-5
- Bach, Kent and Harnish, Robert M., Linguistic Communication and Speech Acts, The MIT Press, 1982. ISBN 0-262-52078-8
- Bach, Kent, Thought and Reference, Oxford University Press. ISBN 0-19-824077-5